# 1977 en Inde
Chronologie de l'Inde
- 1973
- 1974
- 1975
- 1976
- 1977
- 1978
- 1979
- 1980
- 1981

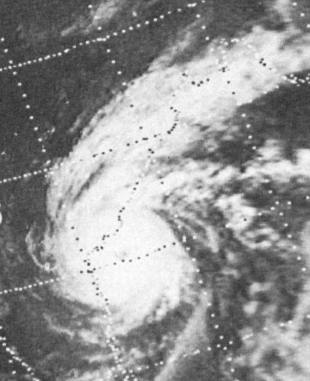
Cyclone sur l'Andhra Pradesh (plus de 10000 morts).

Cette page concerne les évènements survenus en 1977 en Inde :

## Évènement
- Commission Shah (en), commission d'enquête nommée par le gouvernement indien pour enquêter sur tous les excès commis pendant l’État d'urgence en Inde (1975-1977).
- Verdict dans l'affaire Stanislaus c. l’État du Madhya Pradesh (en) dans laquelle la Cour suprême de l'Inde a examiné la question de savoir si le droit fondamental de pratiquer et de propager une religion inclut le droit de se convertir, a estimé que le droit de propager n'inclut pas le droit de se convertir et a donc confirmé la validité constitutionnelle des lois adoptées par les législatures de Madhya Pradesh et d'Odisha interdisant la conversion par la force, la fraude ou l'incitation.
- 11 février : Mort et funérailles de Fakhruddin Ali Ahmed (en), président de l'Inde.
- 16-20 mars : Élections législatives
- 21 mars : Fin de l'État d'urgence
- 14-21 novembre : Un cyclone sur l'Andhra Pradesh (en) fait plus de 10 000 morts.
- 21 décembre : Quarante troisième amendement de la Constitution de l'Inde (en)

## Cinéma
- 25e cérémonie des Filmfare Awards
- 24e cérémonie des National Film Awards (en)

- Sortie de film :
  - Amar Akbar Anthony
  - Bhumika
  - Ek Anek Aur Ekta
  - Godhuli
  - Les Joueurs d'échecs
  - Les Marginaux
  - Raison, discussions et un conte
  - Swami

## Littérature
- The 65 Lakh Heist (en) de Surender Mohan Pathak (en).
- Inside the Haveli (en) de Rama Mehta (en).
- Le Peintre d'enseignes de R. K. Narayan
- Smarakasilakal (en) de Punathil Kunjabdulla (en).

## Sport
- Participation de l'Inde à la Coupe Davis (tennis) pour la zone Est (en).

## Création
- Double Seven (en), boisson lancée par le gouvernement de l'Inde après que la marque Coca-Cola quitte le marché indien.